# XIII (стрип)
XIII (Тринаестица) је француско-белгијски стрип, сценаристе Жана Ван Ама и цртача Вилијама Ванса. Сценарио је инспирисан књигом Роберта Ладлама „Борнов идентитет“, али и стварним догађајима везаним за аферу око убиства америчког председника Кенедија. Прва епизода стрипа под насловом Тринаестица први је пут објављена 1984. године у магазину Спиру, али касније епизоде објављује издавачка кућа Дарго. 2008. је снимљена истоимена телевизијска серија инспирисана стрипом.

## Списак објављених епизода у Србији
1. Дан црног сунца (фр. Le jour du soleil noir)
2. Трагом Индијанца (фр. Là où va l'indien...)
3. Све сузе пакла (фр. Toutes les larmes de l'enfer)
4. СПАДС (фр. SPADS)
5. Тотално црвено (фр. Rouge total)
6. Досије Џејсон Флај (фр. Le dossier Jason Fly)
7. Ноћ 3. августа (фр. La nuit du 3 août)
8. Тринаест против Броја 1 (фр. Treize contre un)
9. За Марију (фр. Pour Maria)
10. Каскадор (фр. El Cascador)
11. Три сребрна сата (фр. Trois montres d'argent)
12. Суђење (фр. Le jugement)
13. Истраге мистерије броја
14. Тајна Одбрана (фр. Secret Défense)
15. Пустите псе! (фр. Lâchez les Chiens !)
16. Операција Монтекристо (фр. Opération Montechristo)
17. Максимилијаново Благо (фр. L'or de Maximilien)
18. Ирска Верзија (фр. La Version Irlandaise)
19. Последња Рунда (фр. Le Dernier Round)

## Видео-игра
Видео-игра инспирисана стрипом објављена је 2003. године и то за конзоле PlayStation 2, GameCube и Xbox, као и за личне рачунаре. Сценарио ове игре је базиран на радњама првих пет епизода стрипа.

## ТВ Серија
ТВ Серија рађена према првих пет епизода објављена је 2008. године. Главне Улоге тумаче Стивен Дорф и Вал Килмер.